# Michael Braum

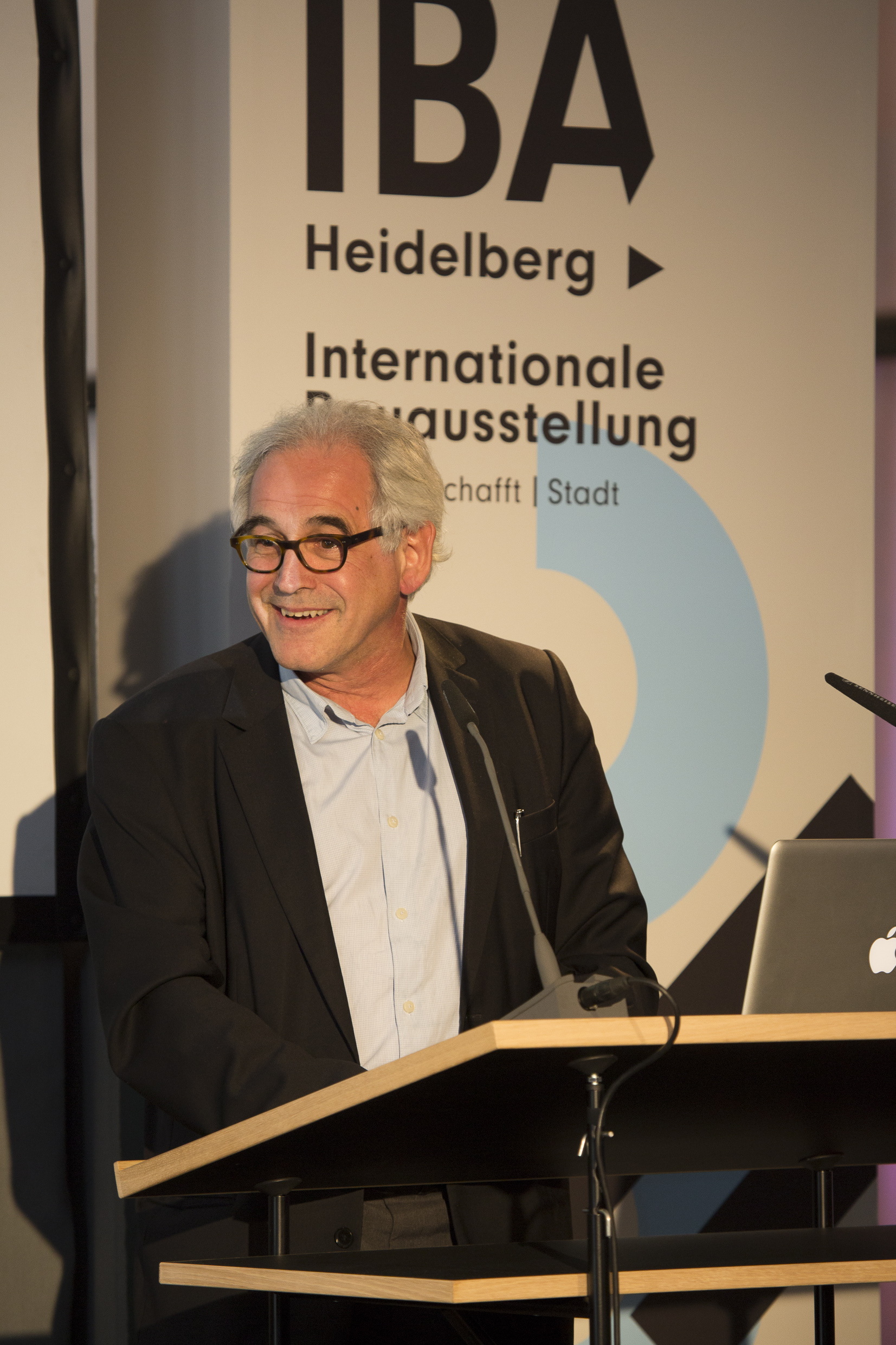
Michael Braum (2013)

Michael Braum (* 1953 in Bad Homburg vor der Höhe) ist ein deutscher Stadtplaner und war Hochschullehrer für Städtebau und Entwerfen an der Gottfried Wilhelm Leibniz Universität Hannover sowie geschäftsführender Direktor der IBA Heidelberg.

## Ausbildung und Tätigkeit
Braum studierte Stadtplanung und Städtebau an der Technischen Universität Berlin. Nach seiner Tätigkeit für die Freie Planungsgruppe Berlin kehrte er 1984 als wissenschaftlicher Mitarbeiter an das Fachgebiet für Städtebau und Siedlungswesen der Technischen Universität Berlin zurück. Ergebnis seiner wissenschaftlichen Arbeiten waren verschiedene Veröffentlichungen zum Thema Städtebau in Berlin und New York.
1988 wurde er Gesellschafter der Freien Planungsgruppe Berlin. 1996 war er Mitgründer des Büros conradi, braum & bockhorst stadtplaner und architekten. 2006 gründete er das Büro mbup_stadtarchitekturlandschaft. Mit seinen Büros beschäftigt er sich vor allem mit konzeptionellen Arbeiten an der Schnittstelle zwischen Städtebau, Architektur und Landschaft.
1998 wurde er als Professor für Städtebau und Entwerfen an die Gottfried Wilhelm Leibniz Universität Hannover berufen. Den Lehrstuhl hatte er bis 2020 inne. Von 2008 bis 2013 war er Vorstandsvorsitzender der Bundesstiftung Baukultur, die er aufbaute; von 2000 bis 2010 Juryvorsitzender des Deutschen Städtebaupreises. Seit Juni 2013 ist er geschäftsführender Direktor der Internationalen Bauausstellung Heidelberg.
Braum ist Mitglied im Bund Deutscher Architekten, in der Deutschen Akademie für Städtebau und Landesplanung (DASL) und in der Vereinigung für Stadt-, Regional- und Landesplanung. Er ist Autor und Herausgeber zahlreicher Publikationen zu Themen des Städtebaus und der Baukultur und Mitglied des Konvents der Bundesstiftung Baukultur und deren Beirats sowie des Großen Konvents der Schaderstiftung.

## Projekte (Auswahl)
- 2007–2010: Flughafen Tempelhof Berlin (Zwischen- und Nachnutzungen des Flughafengeländes)
- 2007: PlanWerk Hannover, Nachkriegsmoderne weiterdenken (gesamtstädtische Masterplanung)
- 2006: Städtebauliche Studie zur Neuordnung des Potsdamer Zentrums
- 2004: Gesamtstädtisches Gestaltkonzept Landeshauptstadt Salzburg / Österreich
- 2000: Erste städtebauliche Studie zur Nachnutzung des Flughafens Berlin-Tegel
- 1993: Berlin-Pankow, Planung einer Vorstadt für ca. 15.000 Einwohner

## Veröffentlichungen (Auswahl)
- IBA_LOGbuch N°1: Die Wissensstadt von morgen. Reflexionen. Zürich 2017, ISBN 978-3-03860-044-2
- IBA_LOGbuch N°2: Dynamik der Wissensstadt. Projekte, Prozesse. Zürich 2019, ISBN 978-3-03860-172-2
- IBA_LOGbuch N°3: Räume der Wissensstadt. Perspektiven. Zürich 2022, ISBN 978-3-03860-281-1
- Baukultur Verkehr: Orte / Prozesse / Strategien. Zürich 2013, ISBN 978-3906027197
- BAUKULTUR: Baukultur des Öffentlichen. Band 4 des Berichts der Baukultur. Basel 2011, ISBN 978-3034606929
- VERKEHR: Wo verkehrt die Baukultur? Band 3 des Berichts der Baukultur. Basel 2010, ISBN 978-3034603607
- FREIRAUM: Wie findet Freiraum Stadt? Band 2 des Berichts der Baukultur. Basel 2010, ISBN 978-3034603638
- BILDUNG: Worauf baut die Bildung? Band 1 des Berichts der Baukultur. Basel 2010, ISBN 978-3034603584
- Nachkriegsmoderne in Deutschland: Eine Epoche weiterdenken. Basel 2009, ISBN 978-3034601085
- Rekonstruktion in Deutschland: Positionen zu einem umstrittenen Thema. Basel 2009, ISBN 978-3034600675
- Planwerk Stadtraum Leipzig: Dokumentation. Stadt Leipzig (Hrsg.). Leipzig 2006, UBL Universität Leipzig
- Städtebauliches Gestaltkonzept: Stadt Salzburg (Hrsg.). Salzburg 2005.
- Planwerk Westraum Berlin: Ziele, Strategien und landschaftsplanerisches Leitbild. Senatsverwaltung für Stadtentwicklung (Hrsg.). Berlin 2004, ISBN 978-3889611857
- mit Maria Berning, Jens Giesecke, Engelbert Lütke Daldrup und Klaus-Dieter Schulz: Berliner Wohnquartiere. Ein Führer durch 70 Siedlungen in Berlin. Reimer, Berlin 2003, ISBN 978-3496012603.
- Städtebau in Hannover: Ein Führer durch 50 Siedlungen. Berlin 2000, ISBN 978-3496012238
- Battery Park City, New York, in: Ulrich Becker, Annalie Schoen (Hrsg.). Die Janusgesichter des Booms. Hamburg 1986, ISBN 978-3879754809
- Das Beispiel Weidenhausen / Städtebauliche Entwürfe für Marburg an der Lahn, in: Bauwelt 1 / 2. Berlin 1984.
- Teilweise Planung, in: Stadtbauwelt. Gütersloh 1983.